# Ла-Малинче (вулкан)
Ла-Малинче, или Матлалкуейтл (исп. Malintzin) — потухший вулкан в Мексике.
Расположен на юге центральной Мексики, в штате Пуэбла, в горной системе Сьерра-Мадре Восточная. Высота вершины вулкана: 4461 м. Превышение: 1 900 м. Это делает его шестым по высоте в Мексике и 252-м по высоте в мире. Последнее извержение согласно радиоуглеродному анализу произошло в 1151 г. ± 100 до н. э. Вулкан начал формироваться 30-35 миллионов лет назад.